# Alejandro Artunduaga
Alejandro Artunduaga Meneses (Pitalito, 9 settembre 1997) è un calciatore colombiano, difensore del PAE Chania.

## Carriera

### Club
Inizia la sua carriera da calciatore tra le file dell'Atlético Huila, prima di passare nel 2019 al Deportivo Pereira, con cui ottiene la promozione nella massima serie colombiana. Negli anni successivi, tra il 2021 e il 2023, veste le maglie di Águilas Doradas e Once Caldas.
Il 19 luglio 2023, lo Sheriff Tiraspol, club della prima divisione moldava, lo preleva a titolo definitivo.